# Mesarmadillo variegatus
Mesarmadillo variegatus is een pissebed uit de familie Eubelidae. De wetenschappelijke naam van de soort is voor het eerst geldig gepubliceerd in 1907 door Richardson.